# 锺伯熙
锺伯熙（1929年5月—2023年5月29日），浙江杭州人，1983年4月至1988年10月担任杭州市市长，之后退休。咸丰十年（1860年）庚申恩科状元锺骏声是锺伯熙的曾祖父。